# Ainhoa Rodríguez
Ainhoa Rodríguez (julio de 1982) es una directora de cine, docente, productora y guionista española.
Nació en Madrid, pero pasó toda su infancia en Extremadura. Vivió la primera parte de su infancia en la localidad pacense de Almendralejo para, más tarde, mudarse a Cáceres. 
Su primer largometraje, Destello bravío  (2021) se estrenó internacionalmente en la Sección Oficial Tiger Competition de la 50.ª edición del Festival Internacional de Cine de Róterdam - IFFR -, y formó parte de la selección del 50 aniversario del New Directors / New Films de Nueva York, organizado por el MoMA y el Film at Lincoln Center.
La película fue premiada en el Festival de Málaga 2021 alzándose con la Biznaga de Plata Premio del Jurado y la Biznaga de Plata Mejor Montaje dentro de la Sección Oficial. Además, obtuvo el Premio Dunia Ayaso en el Festival Internacional de Cine de San Sebastián y el de Mejor Película en el Festival Internacional de Cine de Burgas (Bulgaria), así como Mejor Película en el Shorts de Trieste (Italia).
Ainhoa es doctora en Teoría y Análisis Cinematográfico por la  Universidad Complutense de Madrid; posee el DEA en el área de conocimiento de Comunicación Audiovisual y Publicidad. También es licenciada en Comunicación Audiovisual (UCM) y diplomada en Dirección de Cine y Realización de TV (TAI). La revista "Variety" la ha destacado como una de las diez cineastas emergentes SPANISH TALENTS ON THE RISE, a propósito del European Film Market de la Berlinale 2021.
Combina su trabajo como directora con la labor de profesora y ponente de lenguaje fílmico en universidades e instituciones públicas y privadas desde hace varios años. Así como realiza proyectos audiovisuales de inmersión con perspectivas feministas y no normativas en áreas rurales. 

## Filmografía
- 2021, Destello bravío.
- 2016, Fade.
- 2009, Fabulario (Serie TV).
- 2008, Aprende con... (Serie TV).
- 2006, Muñecas.

## Premios

### Destello Bravío
| Año  | Festival                                                                                  | País              | Categoría                                                | Película / Obra | Resultado |
| ---- | ----------------------------------------------------------------------------------------- | ----------------- | -------------------------------------------------------- | --------------- | --------- |
| 2021 | Festival de Málaga Archivado el 3 de enero de 2022 en Wayback Machine.                    | ESPAÑA            | Biznaga de Plata Premio del Jurado de la Sección Oficial | Destello Bravío | Ganadora  |
| 2021 | Festival de Málaga Archivado el 3 de enero de 2022 en Wayback Machine.                    | ESPAÑA            | Biznaga de Plata Mejor Montaje Sección Oficial           | Destello Bravío | Ganadora  |
| 2021 | Festival Internacional de Cine de San Sebastián                                           | ESPAÑA            | Premio Dunia Ayaso                                       | Destello Bravío | Ganadora  |
| 2021 | Festival Internacional de Cine de Vilnius \| Kino Pavasaris                               | LITUANIA          | Premio Mejor Dirección                                   | Destello Bravío | Ganadora  |
| 2021 | Festival Internacional de Cine para Mujeres de Seúl                                       | COREA DEL SUR     | Premio Mejor Dirección                                   | Destello Bravío | Ganadora  |
| 2021 | Festival Internacional Cinespaña Toulouse                                                 | FRANCIA           | Violete d'or Mejor Película                              | Destello Bravío | Ganadora  |
| 2021 | Festival Internacional Cinespaña Toulouse                                                 | FRANCIA           | Premio Mejor Dirección de Fotografía                     | Destello Bravío | Ganadora  |
| 2021 | Festival Internacional Cinespaña Toulouse                                                 | FRANCIA           | Premio Mención Especial del Jurado Joven                 | Destello Bravío | Ganadora  |
| 2021 | Premios Feroz Asociación de Informadores Cinematográficos de España                       | ESPAÑA            | Premio Feroz Arrebato de Ficción                         | Destello Bravío | Nominada  |
| 2021 | Premios Feroz Asociación de Informadores Cinematográficos de España                       | ESPAÑA            | Premio Feroz al Mejor Cartel                             | Destello Bravío | Nominada  |
| 2021 | Festival Internacional de Cine de Burgas                                                  | BULGARIA          | Premio Danny Lerner Mejor Película                       | Destello Bravío | Ganadora  |
| 2021 | Festival Internacional de Cine ShorTS Archivado el 3 de enero de 2022 en Wayback Machine. | ITALIA            | Premio Mymovies Mejor Película                           | Destello Bravío | Ganadora  |
| 2021 | Festival Internacional de Cine de Ourense                                                 | ESPAÑA            | Premio Eduardo Barreiros                                 | Destello Bravío | Ganadora  |
| 2021 | Festival de Cine Español de Cáceres                                                       | ESPAÑA            | Premio San Pancracio Revelación                          | Destello Bravío | Ganadora  |
| 2021 | New Directors \| New Films Festival                                                       | PORTUGAL          | Premio Mención Especial Golden Lynx Ficción              | Destello Bravío | Ganadora  |
| 2021 | Festival Internacional de Cinema de Marvão Periferias                                     | ESPAÑA / PORTUGAL | Premio Mejor Película                                    | Destello Bravío | Ganadora  |
| 2021 | Festival Internacional de Cine de Albacete Abycine                                        | ESPAÑA            | Premio Work in Progress Abycine Lanza                    | Destello Bravío | Ganadora  |
| 2021 | Festival Internacional de Cine de Gijón, FICX                                             | ESPAÑA            | Premio Deluxe Push and Play Work in Progress             | Destello Bravío | Ganadora  |
| 2021 | Festival Internacional de Cine de Tarragona, REC                                          | ESPAÑA            | Premio Proyección Internacional                          | Destello Bravío | Ganadora  |

### FADE
- Premio Mejor Corto Musical. Festival de Cine Papaya Rocks (REINO UNIDO).
- Premio Mejor Corto Musical. Festival de Cine White Rocks (EE. UU.).
- Premio Mejor Corto Musical. Festival de Cine de Ginebra, Illinois. (EE.UU.),
- Mención Especial "Bizarra".  Festival Internacional de Cine Caóstica (ESPAÑA).
- Premio Min por Igualdad de Género.  Premios Soundie Music Video (ESPAÑA).
- Premio Mejor Vídeo Musical.  Festival de Cine Independiente de Nueva York (EE.UU.).
- Premio Mejor Dirección. Festival de Vídeo Musical de Austin (EE.UU.).
- Premio Mejor Vídeo Musical. Festival de Cine y Arte Underground de Sacramento (EE.UU:).
- Premio Mejor Vídeo Musical. Festival de Cortometrajes Nida (LITUANIA).
- Premio Mejor Vídeo Musical. Premios de Cine Oniros (ITALIA).
- Premio Mejor Vídeo Musical del Mes. Festival de Cortometrajes Online Direct (EE.UU.).
- Premio del Jurado Mejor Vídeo Musical. Festival de Cine Medina del Campo (ESPAÑA).
- Premio Mejor Vídeo Musical Nacional. Festival de Cine de Zaragoza (ESPAÑA).
- Premio Mejor Vídeo Musical. Premios de Cine Indie de Nueva York (EE.UU.).
- Premio Mejor Vídeo Musical Nacional. Concurso Granajoven en un clip (ESPAÑA).
- Premio Mejor Vídeo Musical. Festival de Cine Portoviejo (ECUADOR).
- Premio Mejor Vídeo Musical. Premios Concepción de Cine Independiente (CHILE).
- Premio Mejor Vídeo Musical.  Festival de Cine Días Latinoamericanos (EE.UU.).
- Premio Mejor Vídeo Musical. Festival Internacional de Cine de Medellín (COLOMBIA).
- Premio Mejor Vídeo Musical.  Festival Internacional de Cine y Poesía Versi Di Luce (ITALIA)
- Premio Mención Especial Mejor Vídeo Musical. Festival Internacional de Cine Five Continents (VENEZUELA).
- Primer Premio Mejor Vídeo Musical. Festival de Cortometrajes Sirocoshorts (ESPAÑA).
- 2.º Premio Mejor Vídeo Musical. Festival Internacional de Cine 12 months (RUMANÍA).
- Premio Mejor Dirección. Festival de Cine Scopifest (ESPAÑA).
- Premio Mejor Audiovisual.  Festival de Cine Pop-Eye (ESPAÑA).

### Aprende con...
- Nominado Mejor Programa Autónomo. Premios de la Academia y Artes de la Televisión Española (ESPAÑA).

### Muñecas
- Premio Mejor Cortometraje.  Festival de Cine Envídeo (ESPAÑA).
- Mejor Cortometraje Extremeño. Festival de Cine El Pecado (ESPAÑA).
- Mención Especial. MVD SGAE (ESPAÑA).